# Динитронафталин

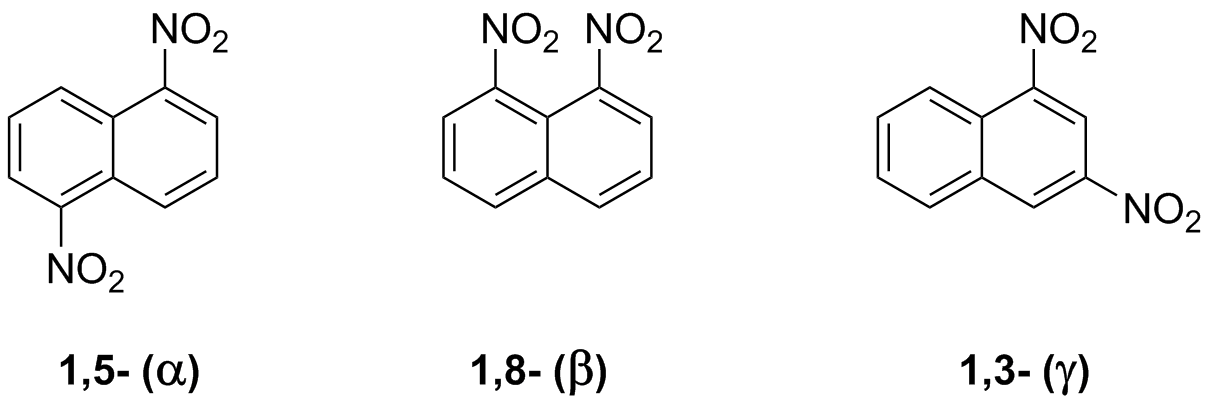
Компоненты динитронафталина

Динитронафталин — общее название динитропроизводных нафталина; в более узком смысле — технический продукт нитрования нафталина или мононитронафталина, представляющий собой смесь изомеров и использующийся в качестве бризантного взрывчатого вещества.

## Получение и состав
Технический продукт получают по реакции нитрования мононитронафталина нитрующей смесью либо азотной кислотой. При этом полученный динитронафталин (ДНН) состоит из 40 % α-изомера (1,5-ДНН), 60 % β-изомера (1,8-ДНН) и небольших количеств γ-изомера (1,3-ДНН). Возможно также наличие других примесей: тринитронафталинов, нитронафтолов.

## Физические свойства
Технический динитронафталин представляет собой светло-жёлтые кристаллы с температурой плавления 150—160 °C. При 318 °C смесь разлагается с образованием пены. Воспламенение от нагретой проволоки происходит при 245 °C. Плотность смеси равна 1,50 г/см³.
По взрывчатым свойствам ДНН несколько уступает динитротолуолу. Температура его вспышки равна 300—310 °C, скорость детонации составляет 1150 м/с, расширение в бомбе Трауцля 100 мл, бризантность по Гессу 4 мм. Динитронафталин мало восприимчив к детонации, поэтому индивидуального применения не находит.
С симметричным тринитротолуолом 1,8-ДНН образует эвтектическую смесь из 82% ТНТ и 18% ДНН, которая плавится при 73,4 °C.

## Применение
На рубеже XIX и XX веков смесь динитронафталина с большим количеством аммиачной селитры была применена оружейной фирмой Schneider под коммерческим названием «шнейдерит». Позднее в СССР подобные ВВ назывались «динафталитами».
Динитронафталин применялся во времена Первой мировой войны в составе «русской смеси», состоящей на 48,5 % из динитронафталина и на 51,5 % из пикриновой кислоты. Смесь тех же компонентов в соотношении 20:80 была известна как «французская смесь». В Советском Союзе такие смеси использовали для работы в шахтах, не опасных по газу и пыли.
В красочной промышленности динитронафталин применяют для получения сернистого коричневого красителя. Было замечено, что увеличение содержания 1,5-динитронафталина приводит к более прочному закреплению красителя и красивому оттенку. Кроме того повышается выход красителя.